# Geburtshaus von Almeida Garrett

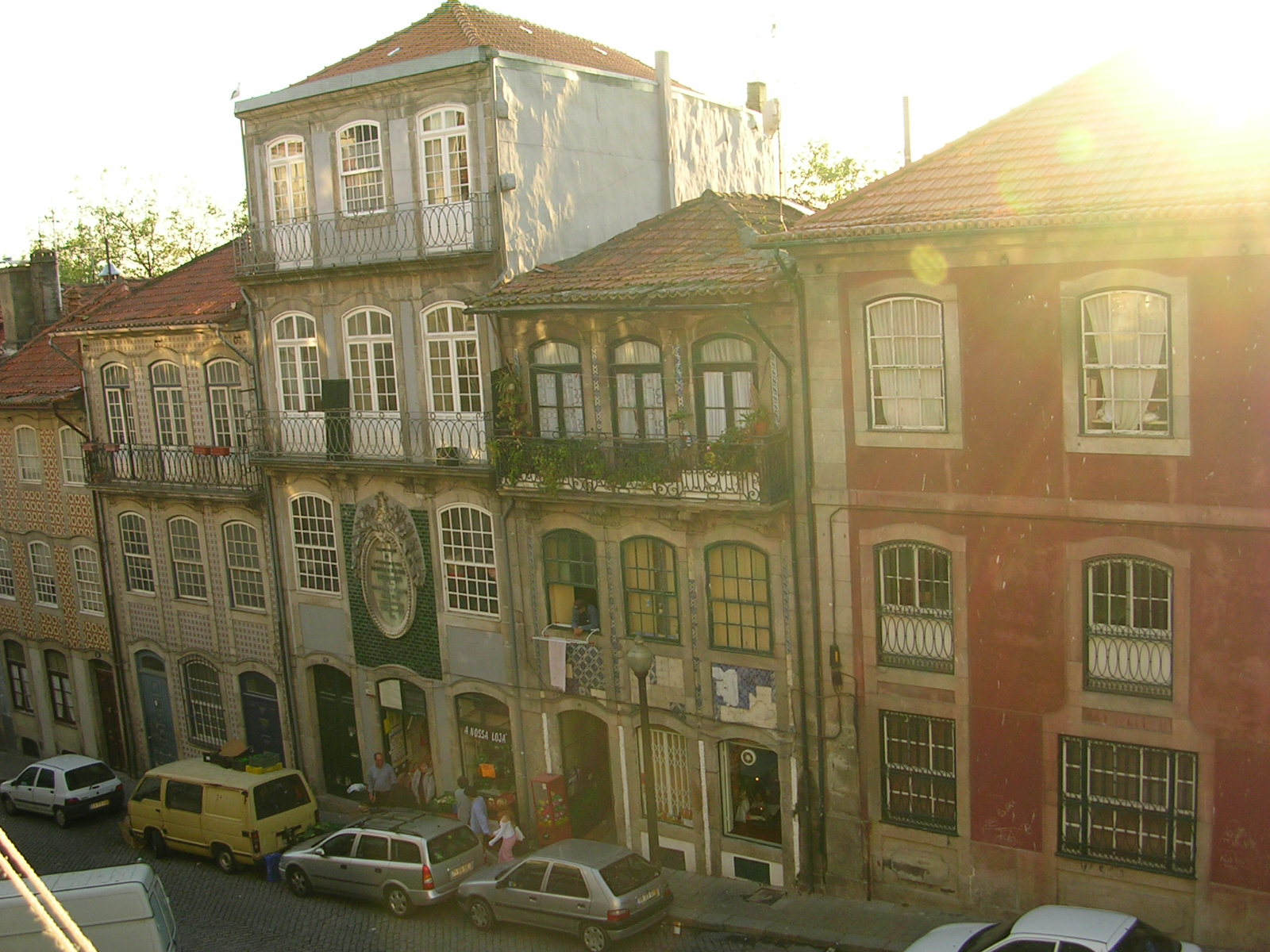
Zustand des Geburtshauses im Jahr 2005

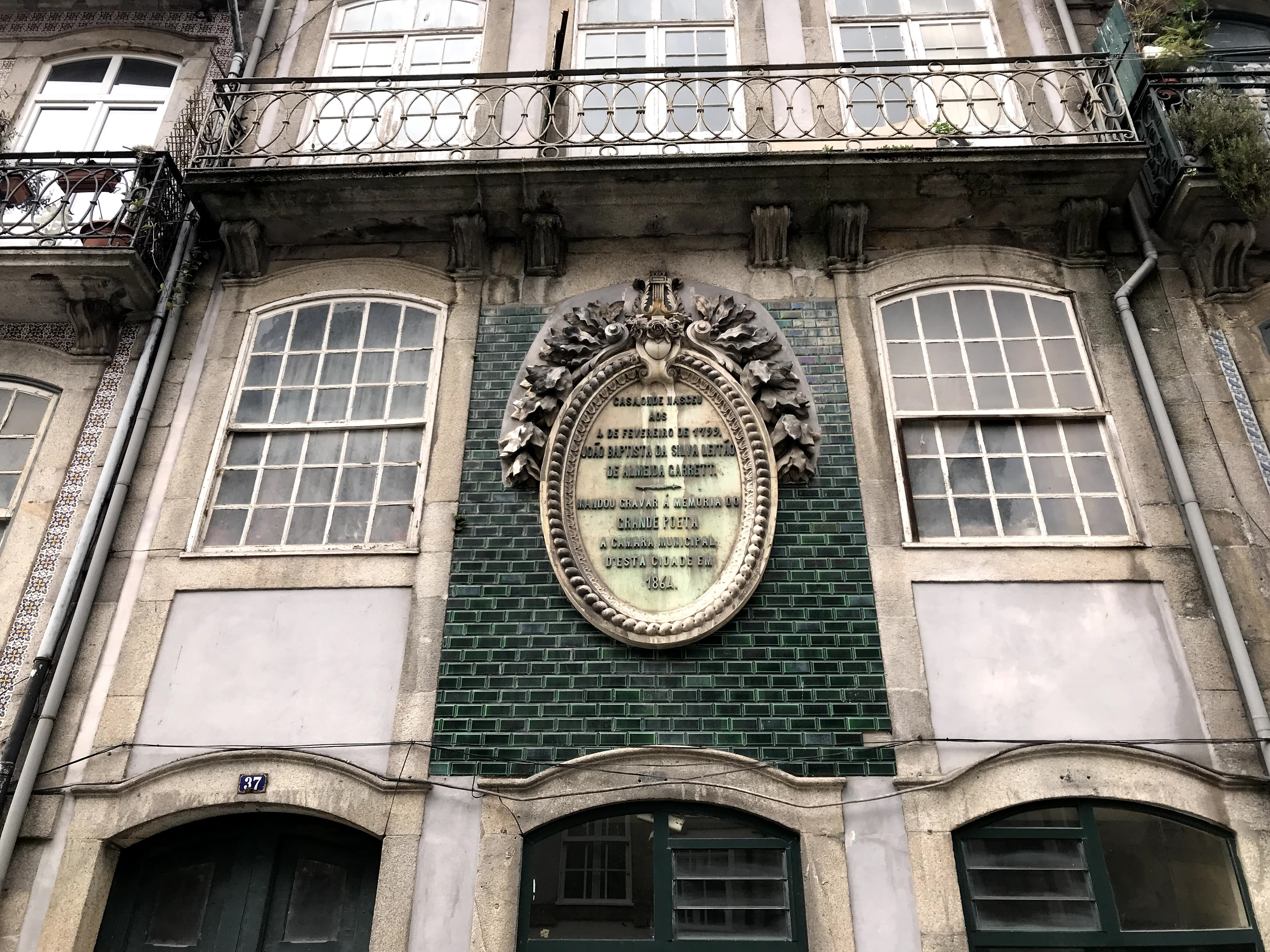
Gedenktafel am Haus

Das Geburtshaus von Almeida Garrett ist ein Wohnhaus am westlichen Rand der historischen Altstadt der portugiesischen Stadt Porto.
Das vierstöckige Gebäude in der Rua do Dr. Barbosa de Castro, Nr. 37 (bis 1933: Rua do Calvário), mit drei Fensterachsen ist Teil der geschlossenen Blockrandbebauung der Straßenzeile. An der Fassade erinnert in der Mittelachse des ersten Stockwerks und dessen gesamte Höhe einnehmend seit 1864 eine große, reich geschmückte Gedenktafel in Form eines Medaillons an den Dichter, der dort am 4. Februar 1799 zur Welt kam und bis 1804 lebte.
Die Inschrift lautet:
CASA, ONDE NASCEU

AOS

4 DE FEVEREIRO DE 1799,

JOÃO BAPTISTA DA SILVA LEITÃO

DE ALMEIDA GARRETT.

-–-

MANDOU GRAVAR Á MEMORIO DO

GRANDE POETA

A CAMARA MUNICIPAL

D’ESTA CIDADE EM

1864.
Haus, in dem geboren wurde

am

4. Februar 1799

João Baptista da Silva Leitão

de Almeida Garrett.

-–-

Aufgetragen zur Aufzeichnung in Erinnerung an den

großen Dichter

der Rat

dieser Stadt im Jahr

1864.
Die Stadt Porto unternahm Anfang 2019 erste Schritte, das leerstehende Gebäude zu erwerben und als Museu do Liberalismo zur Liberalen Revolution von 1820 zu nutzen, als das Gebäude am 27. April 2019 vollständig ausbrannte.

## Quelle
- Casa onde Nasceu Almeida Garrett im portugiesischen Denkmalverzeichnis Sistema de Informação para o Património Arquitectónico